# Чанкильо
Чанкильо, исп. Chankillo — древний монументальный комплекс на пустынном побережье Перу в оазисе Касма в департаменте Анкаш, Перу. Среди руин: форт Чанкильо на вершине холма, солнечная обсерватория «Тринадцать башен», жилые помещения и места для общественных собраний. Предполагается, что обсерватория «Тринадцать башен» была построена в IV в. до н. э.
Площадь памятника составляет 4 кв. км. Предполагается, что он был сооружён в IV в. до н. э. и представлял собой укреплённый храм.

## Солнечная обсерватория «Тринадцать башен»
Тринадцать башен Чанкильо выстроены в направлении с севера на юг вдоль длинного холма на равном расстоянии друг от друга, образуя зубчатый горизонт с узкими зазорами одинаковой ширины. На востоке и на западе от цепи археологи обнаружили две точки наблюдения. При наблюдении с этих точек 300-метровая цепь башен довольно точно отражала положения восхода и захода солнца в течение года. Это позволяет предположить, что представители данной культуры пользовались солнечным календарём. Считается, что это древнейшая солнечная обсерватория на территории обоих американских континентов.

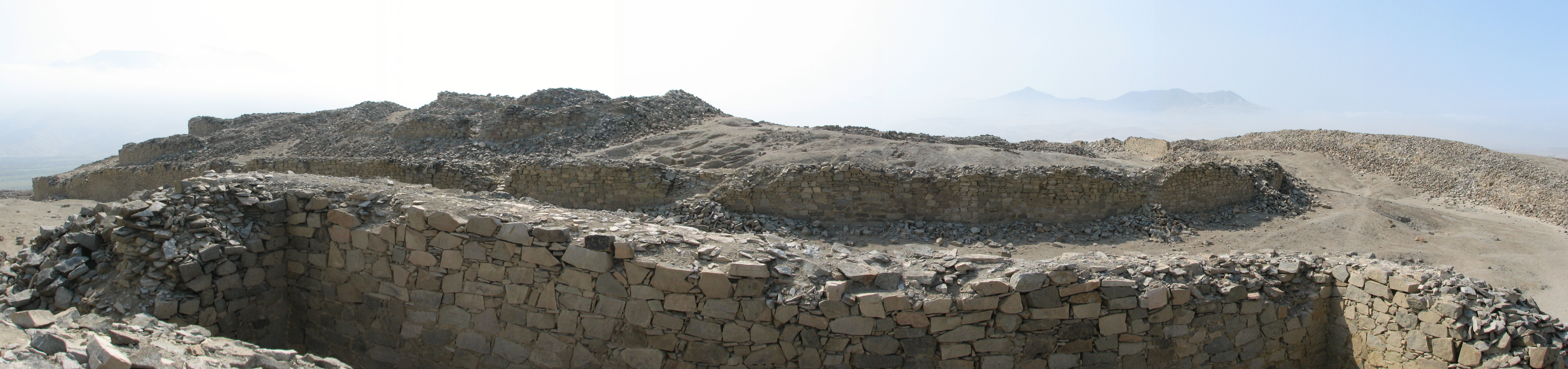
Панорама Чанкильо.